# 王綸 (弘治庚戌進士)
王綸（1455年—1511年），字大經，號漸齋，直隸大名府開州（今河南濮陽縣）人，明朝政治人物，進士出身。

## 生平
成化十九年（1484年）癸卯科順天鄉試第三十八名舉人，弘治三年（1490年）庚戌科進士。授常熟縣知縣，調山西浮山縣，因丁憂去任。服闕，歷徽州府通判，官至沁州知州，正德六年（1511年）卒，年五十七。

## 家族
曾祖王浩；祖父王佑，曾任縣丞；父王琮。母李氏；繼母蘇氏。具庆下。
子王崇慶，嘉靖年間官至南京禮部尚書。

## 著作
有《壁經破義》《漸齋稿》。